# 마리오 가스파르
마리오 가스파르 페레스 마르티네스(스페인어: Mario Gaspar Pérez Martínez ˈmaɾjo ɣasˈpaɾ ˈpeɾeð maɾˈtineθ[*], 1990년 11월 24일, 발렌시아 주 노벨다 ~ )는 스페인의 프로 축구 선수로, 현재 엘체 소속으로 우측 수비수로 뛰고 있다.
그는 현역 시절 전부를 비야레알에서만 보냈는데, 공식 경기에 400번 넘게 출전했다.

## 클럽 경력
마리오 가스파르는 발렌시아 주 알리칸테 도 노벨다 출신으로, 비야레알의 유소년부에서 축구를 시작했다. 2009년 3월 15일, 그는 불과 18세의 나이로 아틀레티코 마드리드와의 경기에서 1군이자 라 리가 신고식을 치렀다. 그는 경기 25분을 남겨놓고 2-1 상황에서 주세페 로시와 교체되어 들어갔는데, 경기는 노란 잠수함의 원정 2-3 패로 끝났다.
마리오 가스파르는 2009-10 시즌을 2군 소속으로만 보냈는데, 31번의 경기에 모두 선발로 출전해 갓 올라온 세군다 디비시온에서의 자리를 지켰다. 그는 그 다음 시즌 중반에 들어 앙헬 로페스의 무릎 중상으로 1군에 정식으로 승격되는 것은 물론 주전 지위까지 꿰찼다.
2011년 1월 16일, 그는 4-2로 이긴 오사수나와의 안방 경기에서 처음 선발 출전했는데, 그 시즌에 22경기 출전을 기록했다. 그는 2012년 5월 1일에 첫 공식 득점을 기록했는데, 3-2로 이긴 스포르팅 히혼과의 시즌 막판 경기에서 골망을 흔들고도 구단의 강등을 막기에는 역부족이었다. 2014년 5월, 계약을 1년 남겨놓은 와중에, 그는 구단과 4년 더 동행하기로 연장 계약을 체결했디.
마리오 가스파르는 2014년 8월 21일, 3-0으로 이긴 아스타나와의 2014-15 시즌 유로파리그 예선 1차전에 첫 득점을 올렸다.(합계 7-0 승리) 2017년 1월, 그는 2023년까지 유효한 새 계약서에 서명했다.
2018년 3월 18일, 마리오 가스파르는 비야레알 소속으로 300번째 득점을 기록했고, 이 아틀레티코 마드리드 원정에서 2-1로 이겼다. 그들 외에도 카니, 세나, 그리고 브루노 소리아노는 비법으로 구단이 상대를 만나기 전에 상대를 아는 것이라고 말했다. 그는 이들 선수들이 장기간 부상으로 빠지자 스스로 주장 완장을 차고 경기에 임했고, 2021년 4월 21일에는 1-2로 패한 알라베스의 400경기 참가 기록을 세웠다.
2021-22 시즌, 우나이 에메리 감독의 지휘 하에, 마리오 가스파르는 세르주 오리에와 후안 포이트에 밀려 후보로 내려앉았다.

## 국가대표팀 경력
마리오 가스파르는 스페인 청소년 국가대표팀 시절 16번의 경기에 출전했는데, 이 중 2경기는 스페인 U-21 국가대표팀의 경기였다. 그는 2015년 10월에 처음으로 성인 국가대표팀에 차출되었고, 같은 달 12일에 우크라이나와의 경기에서 신고식은 물론 1-0 결승골도 기록했다. 스페인은 예선 최종전에서 본선 진출을 1위로 확정 지었는데, 우크라이나전은 UEFA 유로 2016을 예선전을 한참 앞두고 실시했다. 그는 이어지는 경기에서 또 출전해 이번에는 돌려차기가 전매이며 잉글랜드 국가대표팀을 친선경기에 알리칸테한테 2-0으로 이겼었고, 이 골은 푸슈카시상의 후보로 거론되었다.

## 경력 통계

### 클럽
2022년 5월 22일 기준
| 클럽       | 시즌      | 리그              | 리그 | 리그 | 국가 컵 | 국가 컵 | 대륙 | 대륙 | 기타 | 기타 | 합계 | 합계 |
| 클럽       | 시즌      | 리그명            | 출장 | 골   | 출장    | 골      | 출장 | 골   | 출장 | 골   | 출장 | 골   |
| ---------- | --------- | ----------------- | ---- | ---- | ------- | ------- | ---- | ---- | ---- | ---- | ---- | ---- |
| 비야레알 B | 2007–08   | 세군다 디비시온 B | 9    | 0    | —       | —       | —    | —    | —    | —    | 9    | 0    |
| 비야레알 B | 2008–09   | 세군다 디비시온 B | 31   | 0    | —       | —       | —    | —    | 6    | 0    | 37   | 0    |
| 비야레알 B | 2009–10   | 세군다 디비시온   | 31   | 0    | —       | —       | —    | —    | —    | —    | 31   | 0    |
| 비야레알 B | 2010–11   | 세군다 디비시온   | 8    | 0    | —       | —       | —    | —    | —    | —    | 8    | 0    |
| 비야레알 B | 합계      | 합계              | 79   | 0    | —       | —       | —    | —    | 6    | 0    | 85   | 0    |
| 비야레알   | 2008–09   | 라 리가           | 1    | 0    | 0       | 0       | —    | —    | —    | —    | 1    | 0    |
| 비야레알   | 2010–11   | 라 리가           | 22   | 0    | 5       | 0       | 11   | 0    | —    | —    | 38   | 0    |
| 비야레알   | 2011–12   | 라 리가           | 23   | 1    | 1       | 0       | 5    | 0    | —    | —    | 29   | 1    |
| 비야레알   | 2012–13   | 세군다 디비시온   | 28   | 0    | 0       | 0       | —    | —    | —    | —    | 28   | 0    |
| 비야레알   | 2013–14   | 라 리가           | 36   | 1    | 1       | 0       | —    | —    | —    | —    | 37   | 1    |
| 비야레알   | 2014–15   | 라 리가           | 34   | 3    | 6       | 0       | 11   | 1    | —    | —    | 51   | 4    |
| 비야레알   | 2015–16   | 라 리가           | 33   | 2    | 1       | 0       | 10   | 0    | —    | —    | 44   | 2    |
| 비야레알   | 2016–17   | 라 리가           | 36   | 0    | 3       | 0       | 4    | 0    | —    | —    | 43   | 0    |
| 비야레알   | 2017–18   | 라 리가           | 32   | 2    | 1       | 0       | 5    | 0    | —    | —    | 38   | 2    |
| 비야레알   | 2018–19   | 라 리가           | 31   | 1    | 1       | 0       | 8    | 0    | —    | —    | 40   | 1    |
| 비야레알   | 2019–20   | 라 리가           | 25   | 0    | 3       | 0       | —    | —    | —    | —    | 28   | 0    |
| 비야레알   | 2020–21   | 라 리가           | 25   | 0    | 1       | 0       | 4    | 0    | —    | —    | 30   | 0    |
| 비야레알   | 2021–22   | 라 리가           | 12   | 0    | 3       | 0       | 2    | 0    | 1    | 0    | 18   | 0    |
| 비야레알   | 합계      | 합계              | 338  | 10   | 26      | 0       | 62   | 1    | 1    | 0    | 425  | 11   |
| 경력 합계  | 경력 합계 | 경력 합계         | 417  | 10   | 26      | 0       | 62   | 1    | 7    | 0    | 510  | 11   |

1. ↑  가스파르는 따로 스페인어:  ɡasˈpaɾ[*]로 발음한다.
2. ↑  세군다 디비시온 플레이오프전 출장 기록 포함
3. 1 2 3 4 5 6  유로파리그 출장 경기 기록 포함
4. 1 2  챔피언스리그 출장 경기 기록 포함
5. ↑  챔피언스리그 2경기, 및 유로파리그 2경기 출장 기록 포함
6. ↑  UEFA 슈퍼컵 출장 기록 포함

### 국가대표팀 득점 기록
아래의 점수에서 왼쪽의 점수가 스페인의 점수이며, 점수 열은 마리오 가스파르 득점 당시 상황을 나타낸다.
| # | 날짜             | 경기장                           | 상대       | 점수 | 결과 | 대회             |
| - | ---------------- | -------------------------------- | ---------- | ---- | ---- | ---------------- |
| 1 | 2015년 10월 12일 | 우크라이나 키이우 올림피스키     | 우크라이나 | 1–0  | 1–0  | 유로 2016 예선전 |
| 2 | 2015년 11월 13일 | 스페인 알리칸테 호세 리코 페레스 | 잉글랜드   | 1–0  | 2–0  | 친선경기         |

## 수상
비야레알
- 유로파리그: 2020-21[19]

## 같이 보기
- 원클럽맨 명단